# 服部信吾
服部 信吾（はっとり しんご、1942年7月21日 - 1987年4月25日）は、日本の政治家。参議院議員（1期）。

## 経歴
1942年（昭和17年）神奈川県横浜市神奈川区生まれ。1955年（昭和30年）横浜市立一本松小学校卒業。1965年（昭和40年）慶應義塾大学卒業。大学在学中はボクシング部所属。
その後、公明党衆議院議員伏木和雄の秘書を務める。1974年（昭和49年）横浜市会議員補欠選挙（西区選挙区）に立候補し落選するも、翌1975年（昭和50年）横浜市会議員選挙に再び西区選挙区から立候補し、当選し、2期務める。1966年5月に横浜市鶴見区臨港鶴見川橋付近で発生した殺人事件被害者の両親が始めた犯罪被害者補償法制定運動（映画『衝動殺人 息子よ』のモデル）に伏木の秘書時代から関わり、横浜市議事務所の一部を運動関係者に開放した。
1983年（昭和58年）第13回参議院議員通常選挙神奈川県選挙区に公明党から立候補し、初当選。
しかし議員在職中の1987年（昭和62年）4月25日、国立がんセンターで死去した。44歳没。同月28日、特旨を以て位記を追賜され、死没日付をもって従五位勲三等に叙され、瑞宝章を追贈された。哀悼演説は同年5月25日、参議院本会議で鈴木和美により行われた。
服部の死去に伴う欠員補充の補欠選挙は同年11月1日に執行され、自民党の佐藤謙一郎が当選している（この補選では公明党は後継候補を擁立しなかった）。